# Paraspartolus curiosus
Paraspartolus curiosus är en insektsart som beskrevs av Günther, K. 1939. Paraspartolus curiosus ingår i släktet Paraspartolus och familjen torngräshoppor. Inga underarter finns listade i Catalogue of Life.